# 符姓
符姓為中文姓氏之一，在《百家姓》中排名第251位。注意符與氐族前秦君主苻堅之苻姓有別。符的姓氏是以中國古代官職名稱命氏，源自姬姓，系承周文王後裔，而得氏於春秋戰國時期。

## 起源

### 漢族
根據《元和姓纂》所載：
- 「魯頃公孫公雅，為秦符璽令，因為氏，琅邪」。

指戰國末年即公元前256年楚國滅魯，魯頃公的孫子公雅乃出奔秦國並獲擢用為符璽令，符璽乃古代朝中傳達任命、行軍遣將所用的憑證（見兵符），先用金、玉、銅、竹或木製成某個形狀（如虎型），再從中間剖成兩半，帝皇的代表與被調遣的將領各持一半，傳令時相合以釐清真偽。公雅的族人後裔遂以職為姓，而郡望則來自原屬魯國境內的琅邪郡（今山東省青島市）。

### 氐族
東晉氐族領袖苻洪，本為蒲姓，以讖緯而改姓。後封氐王，征北大將軍，假節。其子苻健建立前秦，前秦被後秦滅亡後，苻氏後人多因避禍改為符姓，少數改回原本的蒲姓，也多半融入漢族。

## 遷徙分佈

### 大中華地區
- 香港、海南島、澳門、廣東、另外地方。符姓在海南島名列五大，是當地大姓。有一些符姓不是漢族，而是彝族、苗族、黎族、土家族等等。

### 東南亞
- 泰國、馬來西亞、新加坡、越南、英國、澳大利亞等地，且多為近代海南島如海口市、文昌、瓊海的移民後代。

## 常見錯別
符氏與苻姓由於字形寫法相近，加上在晉朝以前同樣屬於北方黃河流域一帶的姓氏，導致直到今時今日仍然有不少人誤把兩者混淆。
其中最常見的例子是把五胡十六國時期的氐族前秦君主苻堅及苻融等族人寫成符姓，但據《晉書苻洪載記》文獻所指苻氏源於蒲姓，乃夏禹的姒姓後裔；始見於南北朝。不過實際上部分的苻姓遺族或因戰亂迭失、胡族歸化，或因躲避姚秦和晉朝追捕，而在稍後時間融貫入符氏，但「苻」、「符」字形依然有別，請勿貽誤。

## 外部連結
- 符氏起源 - 家譜網[永久]

## 延伸阅读
[在维基数据编辑]
 《百家姓》
 《欽定古今圖書集成·明倫彙編·氏族典·符姓部》，出自陈梦雷《古今圖書集成》